# Urpm
urpm (User RedHat Package Manager) ist ein Paketmanagementsystem, das bei den Linux-Distributionen Mandriva und Mageia die installierte und zu installierende Software verwaltet.

## Funktionsweise
In der Datei /etc/urpmi/urpmi.cfg werden die Paketquellen gespeichert. Diese Quellen können dabei sowohl Verzeichnisse, als auch CDs oder FTP-Server sein. Wird das Programm nun mit einem Paketnamen aufgerufen, durchsucht es zuerst alle Quellen, ob es Pakete mit dem Namen gibt. Wenn dies zutrifft, werden diese Pakete ausgegeben. Gibt es nur einen Treffer, so werden bei diesem die Abhängigkeiten überprüft und nachinstalliert. Danach wird das Programm selbst installiert.

## Anwendungsbeispiele
- urpmi Paketname installiert das Paket mit dem gegebenen Namen
- urpme Paketname entfernt Pakete vom System
- urpmq Paketname listet verfügbare Pakete auf und gibt Informationen aus (siehe urpmq Manpage)
- urpmi.addmedia * fügt eine neue Paketquelle hinzu
- urpmi.update Quelle aktualisiert die lokale Liste verfügbarer Pakete einer Quelle
- urpmf Datei listet alle Pakete auf, welche die gegebene Datei enthalten
- urpmi -a String installiert alle Pakete, deren Namen String enthält
- urpmi -p Datei installiert das Paket, welches die gegebene Datei enthält – dies ist vor allen Dingen dann nützlich, wenn Bibliotheken oder vergleichbares nachinstalliert werden müssen (urpmi -p libxyz.so.0)
- urpmi --auto-select installiert alle aktualisierten Pakete (Aktualisierung der kompletten Distribution)

## Frontends
Es stehen mehrere Frontends zur Verfügung, mit denen urpmi verwaltet werden kann. RPMDrake ist in der Grundinstallation von Mandriva Linux bereits enthalten, weitere können nachinstalliert werden. Während RPMDrake und der Smart Package Manager direkt auf urpmi zurückgreifen, können durch APT-RPM auch für apt entwickelte Frontends verwendet werden (beispielsweise Synaptic).